# Zillergründl
Zillergründl är en dal i Österrike.   Den ligger i förbundslandet Tyrolen, i den centrala delen av landet, 300 km väster om huvudstaden Wien.
Trakten runt Zillergründl består i huvudsak av gräsmarker. Runt Zillergründl är det glesbefolkat, med 9 invånare per kvadratkilometer.